# Champtoceaux
Champtoceaux là một xã trong vùng hành chính Pays de la Loire, thuộc tỉnh Maine-et-Loire, quận Cholet, tổng Champtoceaux. Tọa độ địa lý của xã là 47° 20' vĩ độ bắc, 01° 15' kinh độ đông. Champtoceaux nằm trên độ cao trung bình là 71 mét trên mực nước biển, có điểm thấp nhất là 2 mét và điểm cao nhất là 86 mét. Xã có diện tích 15,54 km², dân số vào thời điểm 1999 là 1748 người; mật độ dân số là 112 người/km². Xã nằm cạnh sông Loire về phía tây của Tours, cách Angers khoảng 50 km và cách Nantes khoảng 30 km.

## Thông tin nhân khẩu
| 1962  | 1968  | 1975  | 1982  | 1990  | 1999  |
| ----- | ----- | ----- | ----- | ----- | ----- |
| 1.100 | 1.169 | 1.252 | 1.384 | 1.524 | 1.748 |

## Các thành phố kết nghĩa
- , Verwood, Vương quốc Anh
- , Niederheimbach, Đức
- , Calcinato, Ý

## Nhân vật nổi tiếng
- Hippolyte Maindron, nhà điêu khắc